# Narnspitz
Il Monte Domenar (Narnspitz in tedesco) è un monte delle Alpi orientali, precisamente ai monti di Fundres situato in tra la Valle di Valles e la Valle Isarco, alto 2718 metri; è quindi la vetta più elevata della costiera della cima piatta. Appartiene ad un insieme di altre vette, la Cima Piatta, il Rensenspitz, il Settelspitz ed il Monte Schellenberg.
Si trova in località Jochtal a Valles. Non è raggiungibile da un sentiero e si può vedere dalla località Jochtal, raggiungibile con una cabinovia fino a 2006 m.